# Rąbek rogówki

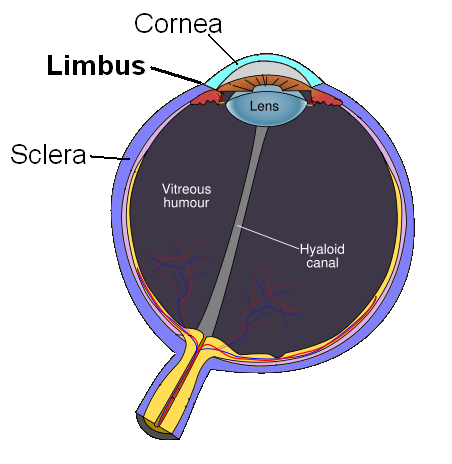
Schemat oka w przekroju poprzecznym.

Rąbek rogówki (łac. limbus corneae) – w anatomii człowieka wąski, przejściowy pas w oku oddzielający rogówkę znajdującą się w przedniej części gałki ocznej od twardówki i spojówki. Ma szerokość około 1 mm. W obrębie rąbka rogówki pojawiają się naczynia włosowate tworząc przybrzeżny pierścień naczyniowy.